# 東陽院 (東京都中央区)
東陽院（とうよういん）は、東京都中央区にある日蓮宗の寺院。

## 歴史
慶安元年（1648年）、浄源院日隆によって開山された。
元々は浅草永住町（現・東京都台東区東上野）にあった善立寺（現在は足立区に移転）の塔頭であった。1923年（大正12年）9月1日の関東大震災に遭い、本寺善立寺もろとも焼失した。
1925年（大正14年）、善立寺から分離独立して、現在地に移転した。本寺の善立寺を含め、東京郊外に移転する寺院が多い中、都心に移転した珍しい事例である。
当院には、江戸時代の戯作者の十返舎一九の墓がある。寺の入口には、徳川夢声筆の「十返舎一九墓所」の石碑がある

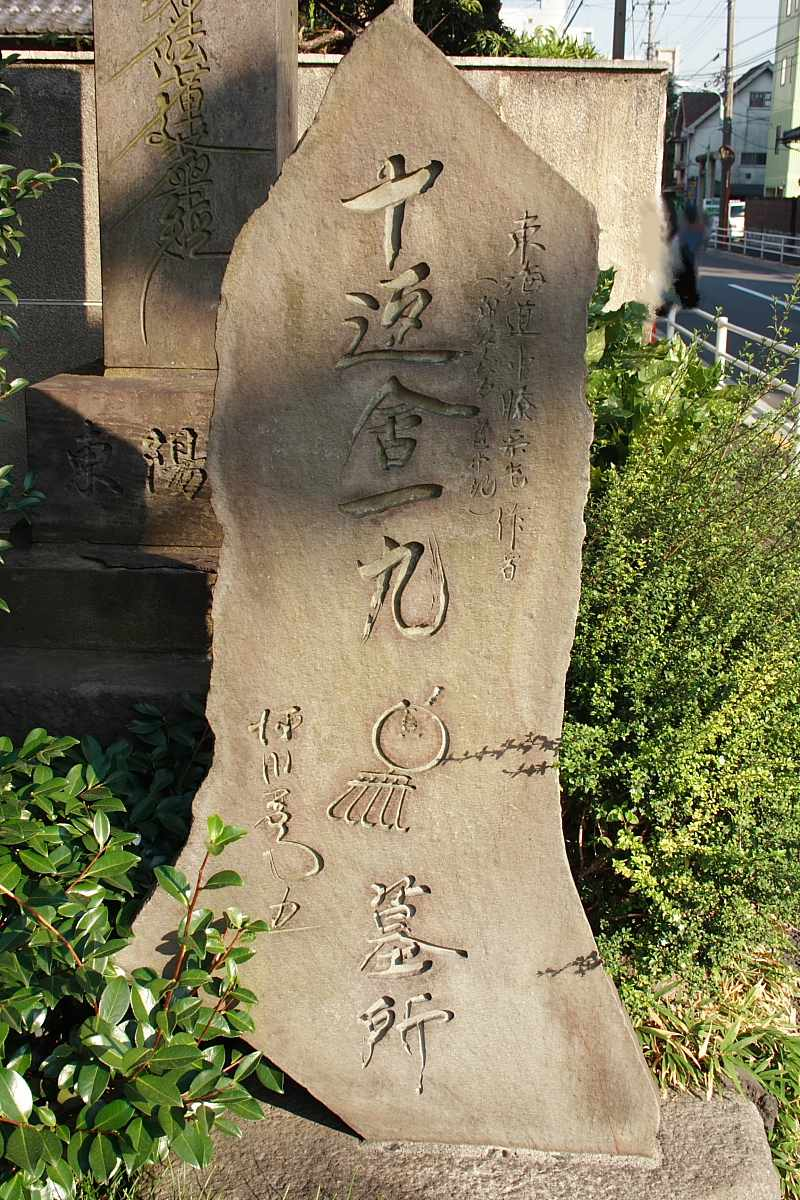
十返舎一九の墓所（墓碑は左上奥）

## 交通アクセス
- 勝どき駅より徒歩4分。